# Scaphiophryne verrucosa
Scaphiophryne verrucosa és una espècie de granota que viu a Madagascar.